# Straßenlauf-Länderkampf der Männer 1958 Schweiz – BR Deutschland – Österreich
| 3. Leichtathletik-Länderkampf mit bundesdeutscher Beteiligung 1958      | 3. Leichtathletik-Länderkampf mit bundesdeutscher Beteiligung 1958 |                     |
| ----------------------------------------------------------------------- | ------------------------------------------------------------------ | ------------------- |
|                                                                         |                                                                    |                     |
| Straßenlauf-Vergleich der Männer: Schweiz – BR Deutschland – Österreich |                                                                    |                     |
| Austragungsort                                                          | Kirchberg/Bern                                                     |                     |
| Wettbewerbe                                                             | 1                                                                  |                     |
| Datum                                                                   | 22. Juni 1958                                                      |                     |
| 1. FRG 2. AUT 3. SUI                                                    | 5:08:47,0 h 5:18:42,2 h 5:28:21,4 h                                |                     |
| Chronik                                                                 |                                                                    |                     |
| ← GRC-FRG (M)                                                           | DNK-FRG Geher (M) →                                                | DNK-FRG Geher (M) → |

Der dritte Vergleich des Leichtathletik-Länderkämpfe mit bundesdeutscher Beteiligung 1958 war wieder ein Länderkampf im Straßenlauf. Das nun schon sechste Aufeinandertreffen dieser Art mit der Schweiz und Österreich wurde am 22. Juni in der Schweizer Stadt Kirchberg/Bern ausgetragen. Bisher hatten zwei Mal die Schweiz und drei Mal Deutschland triumphiert.

## Wettbewerbe und Modus
Die Begegnung beinhaltete wieder ein Rennen über dreißig Kilometer. In die Wertung kamen die jeweils drei besten Läufer von vier Startern je Nation. Das Resultat ergab sich durch Addition der durch die gewerteten Athleten erzielten Zeiten.

## Ergebnis
Das Rennen gewann ein österreichischer Läufer. Doch zum Gewinn der Gesamtwertung reichte das nicht. Die bundesdeutschen Teilnehmer erreichten die Ränge zwei bis vier. So wiederholte die Bundesrepublik Deutschland den Sieg vom Vorjahr und es kam zum insgesamt vierten deutschen Erfolg in dieser Veranstaltung. Österreich folgte auf Rang zwei mit einem Rückstand von knapp zehn Minuten. Weitere knapp zehn Minuten dahinter belegte die 1957 zweitplatzierte Schweiz den dritten Rang.

## Legende
Kurze Übersicht zur Bedeutung der Symbolik – so üblicherweise auch in sonstigen Veröffentlichungen verwendet:
| DNF | nicht im Ziel (did not finish) |

## Resultat

### 30-km-Straßenlauf
| Platz | Athlet           | Land | Zeit (h)  |
| ----- | ---------------- | ---- | --------- |
| 01    | Adolf Gruber     | AUT  | 1:41:00,6 |
| 02    | Jürgen Wedeking  | FRG  | 1:41:09,8 |
| 03    | Wilhelm Gänßler  | FRG  | 1:42:24,0 |
| 04    | Fritz Schöning   | FRG  | 1:45:13,2 |
| 05    | Arthur Wittwer   | SUI  | 1:46:27,6 |
| 06    | Kurt Rötzer      | AUT  | 1:46:57,4 |
| 07    | Hans Studer      | SUI  | 1:49:17,0 |
| 08    | Raimund Kriwanek | AUT  | 1:50:44,2 |
| 09    | Walter Suter     | SUI  | 1:52:36,8 |
| 10    | Wilfried Irmen   | FRG  | 1:53:12,0 |
| 11    | Helmut Lechner   | AUT  | 1:57:58,0 |
| DNF   | Max Portner      | SUI  |           |